# Misu Sotarō
Misu Sotarō est un nom japonais traditionnel ; le nom de famille (ou le nom d'école), Misu, précède donc le prénom (ou le nom d'artiste).
Le baron Misu Sotarō (三須 宗太郎, Misu Sotarō) (16 septembre 1855 - 24 décembre 1921) est un amiral de la marine impériale japonaise.

## Biographie
Né dans le domaine de Hikone, Misu est le fils aîné d'une famille samouraï. Son père, Misu Kumajirō, est un serviteur du clan Ii et est affecté au commandement des défenses de la baie d'Edo contre les incursions des vaisseaux étrangers. Après la restauration de Meiji, en août 1872, Miseu intègre la nouvelle marine impériale japonaise. Cependant, la marine est alors dominée par d'anciens samouraïs du domaine de Satsuma qui sont rivaux des personnes issues de Hikone. De plus, son camarade de classe, Dewa Shigetō, est originaire d'Aizuwakamatsu, dont les anciens seigneurs Matsudaira étaient les ennemis jurés du clan Ii de Hikone. Misu survit en partie grâce aux relations de son père avec Yoshida Shōin et grâce au soutien et parrainage d'Ijūin Gorō.
En 1874, Misu est affecté sur le navire d'entraînement Tsukuba pour étudier la navigation. Durant la rébellion de Satsuma de 1877, ce navire est envoyé à Kyūshū et son équipage est affecté à la garnison côtière comme infanterie. Cependant, Misu reçoit l'ordre de rester à bord du navire pour travailler à la logistique.
En août 1878, Misu est nommé enseigne. Il est promu sous-lieutenant deux ans plus tard, et lieutenant cinq ans plus tard. La lenteur de ses promotions peut être attribuée aux cliques de clan féodaux au sein de la marine. Il sert d'abord sur le cuirassé Sattsu et le croiseur Asama, et en 1885, il est affecté sur le nouveau croiseur Naniwa (en) pour un voyage jusqu'au Royaume-Uni. Après avoir servi comme officier supérieur de l'artillerie sur le Naniwa, Misu est nommé capitaine en 1887.
Par la suite, il est successivement capitaine de l'Asama, du Ryūjō (en), puis sert comme commandant du district naval de Yokosuka. En septembre 1893, il est ré-affecté à l'État-major de la marine impériale japonaise comme chef du bureau du personnel naval. Il est chargé de la paie, des médailles, des promotions, des enterrements de marins tués, des compensations aux familles, etc., et sert à un poste administratif durant toute la première guerre sino-japonaise.
En 1897, Misu retourne en mer comme capitaine du Suma (en). Il se rend au Royaume-Uni pour superviser la construction du nouveau croiseur Izumo, et ramène le nouveau cuirassé Asahi jusqu'au Japon. En 1901, il est promu contre-amiral et rappelé comme chef du bureau du personnel naval à l'État-major de la marine. Cependant, ses fonctions sont considérablement agrandies par l'agrandissement important de la marine japonaise avant la début de la guerre russo-japonaise.
Durant la réorganisation du personnel au sein de la marine avant la guerre, le ministre de la Guerre Yamamoto Gonnohyōe est convaincu que la victoire ne peut être obtenue que si l'amiral Hidaka Sōnojō est remplacé par Tōgō Heihachirō. En tant que chef du bureau du personnel naval, Misu est en position idéale pour encourager Yamamoto à cette action. Il recommande également Kataoka Shichirō et Shibayama Yahachi comme successeurs possibles si quelque chose arrivait à Tōgō au combat. Cela est très controversé, étant donné que l'amiral Kamimura Hikonojō qui commande la 2e flotte est alors le successeur désigné. Misu rapporte que Kamimura est de nature agressive et téméraire, ce qui fait de lui le commandant idéal des tactiques agressives de la 2e flotte, mais que cette même disposition est au détriment de sa capacité à remplacer Tōgō.
En 1905, Misu est promu vice-amiral et placé sous le contrôle direct de Tōgō. Ayant reçu le commandement du Nisshin, il participe à la bataille de Tsushima où il est blessé à l’œil gauche. Tirant le meilleur parti de cette blessure, Misu est comparé au célèbre guerrier borgne Date Masamune.
Après la guerre, il reçoit le titre de baron (danshaku) selon le système de noblesse kazoku. En 1906, il commande le district de garde de Ryojun. De 1909 à 1911, il est chargé de la reconstruction du district naval de Maizuru. La zone opérationnelle de Maizuru comprend sa ville natale de Hikone qui n'a pas d'accès à la mer. Il entre dans la réserve en 1913 comme amiral et meurt en 1921.